# Pila (Tsjechië)
Pila (Duits: Schneidmühl) is een Tsjechische gemeente in de regio Karlsbad, en maakt deel uit van het district Karlovy Vary. Pila telt 579 inwoners (2023).

## Geschiedenis
- 1721 – De eerste schriftelijke vermelding van Pila.
- 1976 – De gemeente Pila wordt geannexeerd door de gemeente Kolová.
- 2000 – Pila wordt (opnieuw) een zelfstandige gemeente.[1]